# زنان امروز
زنان امروز ماهنامه‌ای به مدیرمسئولی شهلا شرکت است که انتشار آن در خرداد ۱۳۹۳ آغاز شد. و پس از ۱۱ شماره در ۷ اردیبهشت ۱۳۹۴ به دستور هیأت نظارت بر مطبوعات توقیف شد. با پیگیری مدیرمسئول، زنان امروز شش ماه بعد رفع توقیف شد و از آبان ۱۳۹۴ انتشار خود را از سر گرفت. تاکنون هیچ اعلام رسمی درباره علت این توقف و همچنین وضعیت آتی نشریه انجام نشده است.
به گفتهٔ وبگاه این نشریه، زنان امروز نشریه‌ای تخصصی در حوزه مسائل زنان است و از خرداد ۱۳۹۳ در تهران، ایران منتشر می شود. این نشریه مستقل است و هیچگونه وابستگی به حزب یا گروهی ندارد و تلاش‌ها، مسائل و مشکلات زنان ایران را در حوزه های اجتماعی، فرهنگی، علمی، ادبی و هنری به منظور آگاهی رسانی و توانمندسازی آنان منعکس می‌کند.

## پیشینه
شهلا شرکت پیش از این صاحب امتیاز ماهنامه زنان بود که آن نشریه، در ۲۸ بهمن ۱۳۸۶ لغو مجوز چاپ شده بود. سپس در پی درخواست دیگری در اردیبهشت ۱۳۸۷ از جانب شهلا شرکت مبنی بر انتشار نشریه‌ای دیگر، هیئت نظارت بر مطبوعات در جلسه مورخ ۱۸ آذر ۱۳۹۲، با انتشار دومین نشریه شهلا شرکت (زنان امروز) موافقت کرد. انتشار این نشریه از ابتدا واکنش صدا و سیمای ایران و روزنامه کیهان را در پی داشت که آن را ادامهٔ نشریهٔ توقیف‌شدهٔ ماهنامه زنان و سیاست‌های آن دانستند.

## توقیف
زنان امروز در ۷ اردیبهشت ۱۳۹۴ به دستور هیأت نظارت بر مطبوعات توقیف شد. «عدم رعایت حقوق زنان»، «پافشاری و اصرار بر طرح موضوع حضور زنان در ورزشگاه‌ها» و «پرداختن به ازدواج سفید» از دلایل توقیف این نشریه عنوان شد.
شهلا شرکت با انتقاد از نحوهٔ توقیف این نشریه بدون هیچ تذکر یا امکان دفاع، بیان کرد مطالب نشریه دربارهٔ ازدواج سفید تشریح این موضوع به طور بی‌طرفانه، در تنها نشریهٔ تخصصی زنان در ایران بود. همچنین پیش‌تر وزارت کشور و نشریات گوناگون به این پدیده پرداخته بودند.